# Buerenia
Buerenia es un género de hongos en la familia Protomycetaceae. Fue descripto en 1975. Las especies de Buerenia parasitan plantas Apiaceae, sobre las cuales pueden producir hinchamientos y ampollas en las hojas y tallos.